# プジョー・ヴォーグ
プジョー・ヴォーグ(Peugeot Vogue)は、フランスのプジョー・モトシクルが製造･販売するモペッドである。

## 概要
49cc2サイクルエンジンを搭載しており、日本の法規上は原動機付自転車となる。国内には、日本にあわせて仕様を変更したものが正規輸入されている。
フランスでは郵便配達や警察のパトロール用にも用いられたこともあり、日本におけるホンダ・カブなどに近い存在と言える。

## 諸元
- エンジン - 空冷2サイクル単気筒 バリエーター（無段変速機）付
- 排気量 - 49.1cc
- 乾燥重量 - 44kg
- 全長 - 1690mm
- タイヤサイズ（前後とも） - 2 1/2×17
- ブレーキ（前後とも） - 80mmドラム
- 燃料タンク容量 - 5リットル
- 最高出力 - 2.6ps/6000rpm
- 始動方式 - ペダル
- オイル供給方式 - 混合

## 登場作品
- ガールズ&パンツァー 最終章 - BC自由学園学園艦にて使用されている。